# 丹丹漢堡

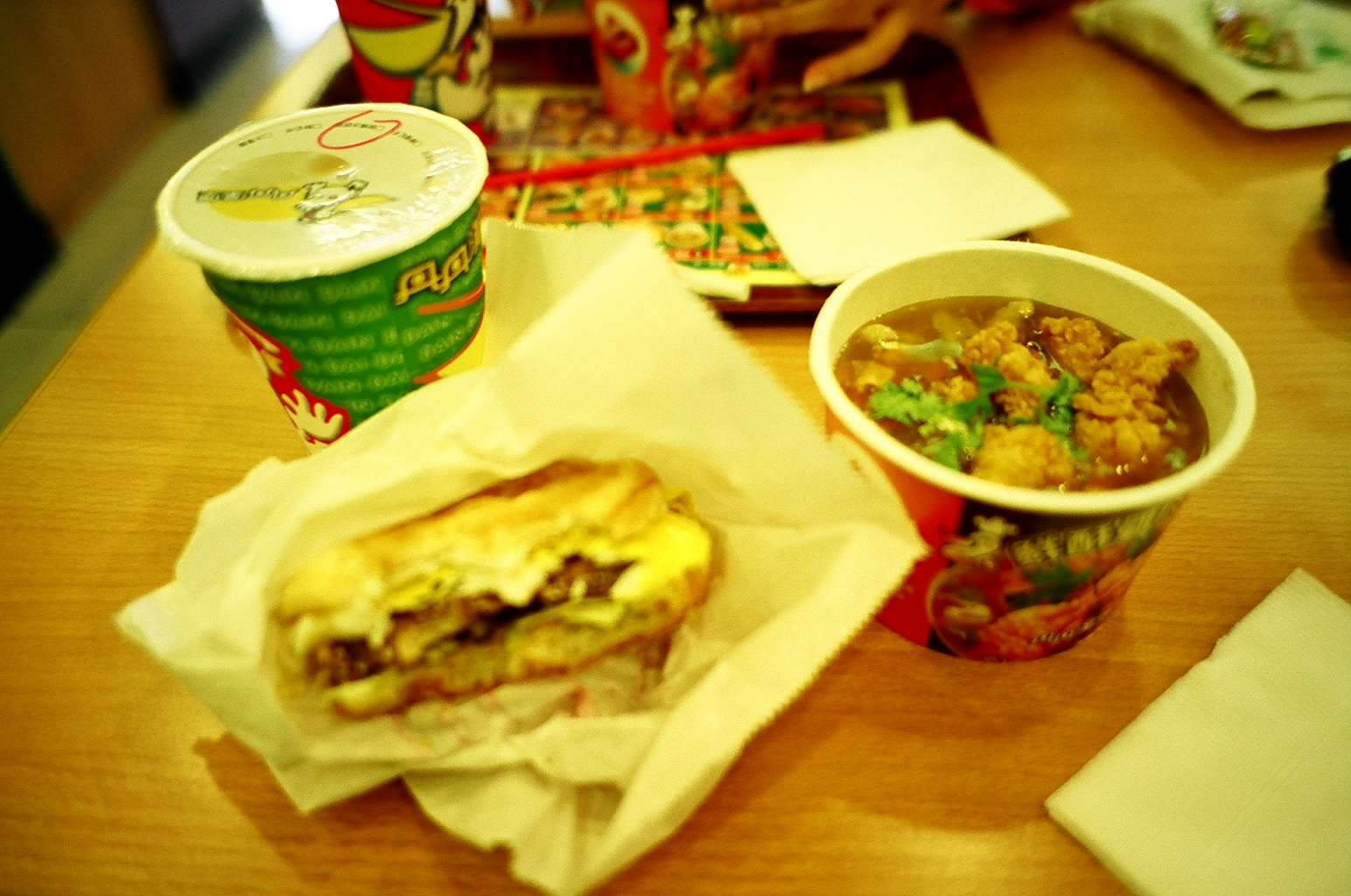
丹丹漢堡8號餐

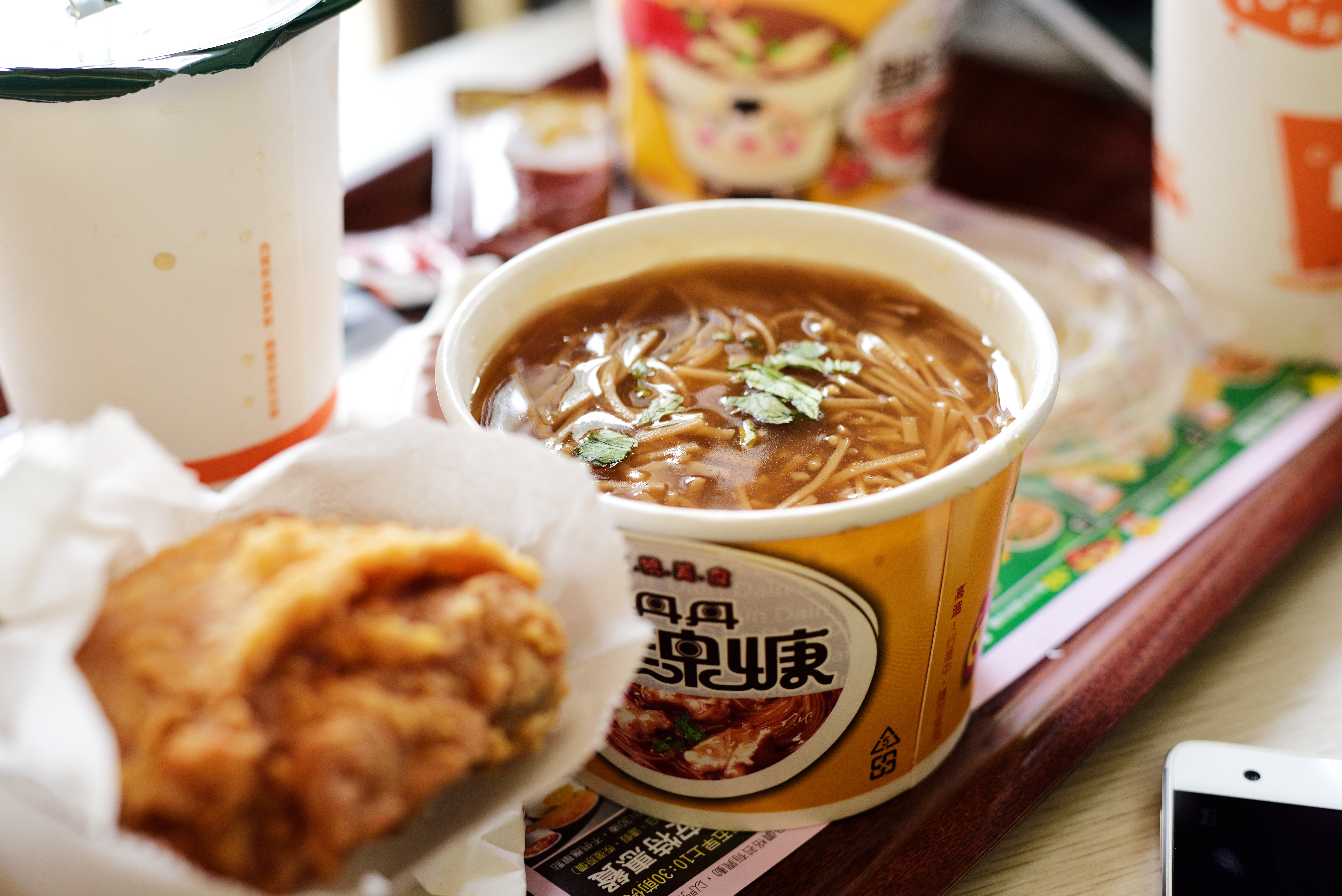
麵線

丹丹漢堡（英語：Dan Dan Burger）是台灣速食品牌，特色是提供中西合併式餐點。1984年於高雄市前金區創立第一間店，至2019年在台灣共設有43家分店，範圍落在南台灣的都會，名列台灣網路媒體民調「最常去消費速食店」的第二名，被台灣媒體稱作「速食南霸天」。
丹丹漢堡因為CP值高而知名，特點是店內同時供應鮮脆雞腿堡、脆皮炸雞等西餐，與赤肉麵線焿、五穀瘦肉粥等中餐。

## 由來
關於其起源，網路上流傳兩種說法，一說指出創辦與現任經營為謝氏夫婦。

## 加盟方式
根據臉書粉專《TO'GO泛油情報》透露，創辦人謝氏夫婦並無在北部拓展加盟店想法，南部的加盟商分為兩種，一種是具有血緣的親戚關係，另一種則由資深員工透過店長推薦並通過審核即可成為加盟主。

## 文化影响
2009年1月，台大批踢踢實業坊曾因丹丹漢堡相關發文而引起了歷時數天的亂板事件，「丹丹之亂」造成過量的討論，當時數個PTT的熱門版因此有數天時間無法正常使用。

## 外部連結
- 丹丹漢堡七賢店官方網站 （页面存档备份，存于）
- 台灣公司資料
- 丹丹漢堡七賢店的Facebook專頁